# Ядвінін (Мазовецьке воєводство)
Ядвінін (пол. Jadwinin) — село в Польщі, у гміні Тлущ Воломінського повіту Мазовецького воєводства.
У 1975-1998 роках село належало до Остроленцького воєводства.